# Smith & Wesson Model 2
O Smith & Wesson Model 2, também conhecido como Smith & Wesson .38 Single Action, foi o primeiro revólver calibre .38 da Smith & Wesson. Projetado para o cartucho .38 S&W, com cilindro para 5 tiros. A versão de ação simples (SA) foi produzida em três variedades de 1876 a 1911, com uma produção total superior a 223.000 unidades.
O Smith & Wesson Model 2 é de ação "top-break", com a trava de liberação do cano localizada na parte superior do quadro, bem na frente do cão. Era uma versão de maior calibre do terceiro modelo do Smith & Wesson Model 1 1/2.

## Variantes

### Single Action
- ;1st Model
- ;2nd Model
- ;3rd Model

### Double Action
- ;Double Action 32
- ;Double Action 38
- ;Smith & Wesson Safety Hammerless